# Genussa celerenaria
Genussa celerenaria är en fjärilsart som beskrevs av Walker 1864. Genussa celerenaria ingår i släktet Genussa och familjen mätare. Inga underarter finns listade i Catalogue of Life.